# Pyrgulina oodes
Pyrgulina oodes är en snäckart. Pyrgulina oodes ingår i släktet Pyrgulina och familjen Pyramidellidae. Inga underarter finns listade i Catalogue of Life.